# コマルカ・ド・サール
コマルカ・ド・サール（Comarca do Sar）はガリシア州ア・コルーニャ県のコマルカで、同県の南西部に位置する。
ドドロ、パドロン、ロイスの3自治体によって構成される。
隣接するコマルカは、北から東にかけてがコマルカ・デ・サンティアーゴと、東がポンテベドラ県のコマルカ・デ・タベイロス＝テーラ・デ・モンテス、南もポンテベドラ県のコマルカ・デ・カルダス、西がコマルカ・デ・ノイアとコマルカ・ド・バルバンサである。
面積は117.3km²で、2010年の人口は16,938人（2007年：17,117人）。コマルカの中心となっている地区は自治体パドロンのパドロン教区内のパドロン地区。カスティーリャ語による表記はComarca del Sar（コマルカ・デル・サール）。

## 地理
| コマルカ・ド・サールの構成自治体（2010年）             |            |             |                    |
| 自治体                                                 | 人口（人） | 面積（km²） | 人口密度（人/km²） |
| ドドロ                                                 | 3,017      | 36.1        | 83.6               |
| パドロン                                               | 8,985      | 48.4        | 185.6              |
| ロイス                                                 | 4,936      | 92.8        | 53.2               |
| 計                                                     | 16,938     | 177.3       | 95.5               |
| 出典: INE（スペイン国立統計局）、IGE（ガリシア統計局） |            |             |                    |